# Microsoft Internet Security and Acceleration Server
Microsoft Internet Security and Acceleration Server (ISA Server) は、マイクロソフトのファイアウォールのソフトウェアである。以前は Microsoft Proxy Server という名称だった。
ISA Serverは、Intelligent Application Gatewayとあわせて、エッジセキュリティという位置付けになっている。エッジセキュリティとは、ネットワーク境界のセキュリティをあらわし、複数のネットワーク接続点でセキュリティゲートウェイの機能を提供する。
ISA Serverは、企業のIT環境をインターネットの脅威から保護し、インターネットを介したリモートアクセスユーザーに対して、企業内のアプリケーションやデータへの容易で安全なアクセスを可能にする。
ISA Serverの後継バージョンは Microsoft Forefront Threat Management Gatewayという名前になった。

## 歴史

### Microsoft Proxy Server
Microsoft ISA Serverは、 Microsoft Proxy Serverと呼ばれていた。コードネーム「Catapult」で開発された Microsoft Proxy Server v1.0は、1997年1月に初版がリリースされ、Windows NT 4.0で動作するように設計された。 Microsoft Proxy Server v1.0は、TCP/IPを通じてLAN環境のクライアントにインターネットアクセスを提供する製品だった。 WinSock変換/トンネリングクライアントを介して、IPX/SPXネットワーク（主にレガシーNovell NetWare環境で使用）のサポートも提供された。これにより、ウェブブラウザなどのTCP/IPアプリケーションがネットワーク上にTCP/IPなしで透過的に動作できる。 Windows NT 4とは十分に統合されていたが、  Microsoft Proxy Server v1.0には基本的な機能しかなく、1つのエディションしかなかった。 Microsoft Proxy Server v1.0の延長サポートは2002年3月31日に終了した。 
Microsoft Proxy Server v2.0は1997年12月にリリースされ 、NTアカウント統合の改善、パケットフィルタリングのサポートの改善、および幅広いネットワークプロトコルのサポートが含まれていた。 Microsoft Proxy Server v2.0は、2004年12月31日に延長サポートフェーズを終了した。

### ISA Server 2000
2001年3月18日、MicrosoftはMicrosoft Internet Security and Acceleration Server 2000（ISA Server 2000）をリリースした 。 ISA Server 2000では、Standard EditionとEnterprise Editionが導入され、Standard Editionには高可用性クラスタリングなどのエンタープライズグレードの機能が含まれていなかった。 ISA Server 2000にはWindows 2000 （どのエディションでも可）が必要であり、Windows Server 2003でも実行できる。 ISA Server 2000は、マイクロソフトのサポートライフサイクルポリシーに基づき5年間のメインストリームサポートと5年間の延長サポートの合計10年間のサポートライフサイクルを提供した最初のISA Server製品だった。 ISA Server 2000は、2011年4月12日にサポート終了になった。 

### ISA Server 2004
Microsoft Internet Security and Acceleration Server 2004（ISA Server 2004）は、2004年9月8日にリリースされた 。 ISA Server 2004はマルチネットワークサポートを導入した。統合された仮想プライベートネットワーク構成、拡張可能なユーザーおよび認証モデル、アプリケーション層ファイアウォールのサポート、 Active Directory統合、 SecureNAT 、およびレポートと管理機能の改善が行われた。ルールベースの構成も、ISA Server 2000バージョンよりも大幅に簡素化された。
ISA Server 2004 Enterprise Editionには、アレイサポート、統合ネットワーク負荷分散（NLB）、およびキャッシュアレイルーティングプロトコル（CARP）が含まれていた。 Secure Server Publishingと呼ばれるISA Server 2004の中核機能の1つは、内部サーバをインターネットに安全に公開する機能であった。たとえば、一部の組織では、ISA Server 2004を使用して、Outlook Web Access （OWA）、 Outlook Mobile Access （OMA）、 Exchange ActiveSyncなどのMicrosoft Exchange Serverサービスを公開していた。フォームベース認証（ FBA ）認証タイプを使用すると、ISA Serverを使用してWebクライアントを事前認証できるため、認証されていないクライアントから公開されたサーバへのトラフィックは許可されない。
ISA Server 2004には、StandardとEnterpriseの2つのエディションが存在した。 Enterprise Editionには、個々のISAサーバではなくアレイレベルでポリシーを構成し、複数のISA Server間で負荷分散を行うことができる機能が含まれていた。 ISA Serverの各エディションは、プロセッサごとにライセンスが付与される。Windows Small Business Server 2000/2003 Premiumに含まれているバージョンには、2プロセッサのライセンスが含まれていた。
ISA Server 2004は、 Windows Server 2003 StandardまたはEnterprise Editionで実行できる。 Windows Server 2003 Appliance EditionおよびISA Server Standard Editionを含むアプライアンスハードウェアは、さまざまなマイクロソフトパートナーから入手できる。

### ISA Server 2006
Microsoft Internet Security and Acceleration Server 2006（ISA Server 2006）は、2006年10月17日にリリースされた。 これはISA Server 2004の更新バージョンであり、メッセージスクリーナーを除くISA Server 2004のすべての機能を保持している。
ISA Server 2006では、次のような新機能が導入された。
- Exchange Server 2007のサポート[9]
- 「サイト間VPN接続」の設定、SharePointサービスの公開、Webサイトの公開、ファイアウォールルールの作成など、さまざまなタスク用の新しい構成ウィザード 。
- 公開されたウェブサイトのグループへのシングルサインオンの導入。
- LDAP認証サポートの追加を含むユーザー認証の改善
- ISAサーバーが「フラッド攻撃中に利用できない、危険にさらされている、または管理できない」ことから保護するためのフラッド攻撃への耐性。
- BITSキャッシング、Webパブリッシング負荷分散、 HTTP圧縮などのパフォーマンス機能。

ISA Server Appliance Edition
Microsoftは、ISA Server 2006 Appliance Editionも提供しました。これは、ハードウェアメーカーからスタンドアロンのファイアウォールタイプのデバイスとして販売されているOEMハードウェア（サーバアプライアンス）にプリインストールされるように設計されている。  Appliance Editionに加えて、ISA Server 2006 Standard EditionおよびEnterprise Editionは、事前構成されたハードウェアで利用できた。  